# Йоханес Ридберг
Йоханес Роберт Ридберг на немски: Johannes Robert Rydberg, известен още като Janne Rydberg (роден на 8 ноември 1854 г. в Халмщад, починал на 28 декември 1919 г. в Лунд) е шведски физик, известен главно с Формулата на Ридберг. Тази формула определя дължината на вълната на електромагнитното излъчване, която се емитира от един електрон при прехода му между две енергийни нива.
Получава образование в Университета в Лунд, бакалавърска степен през 1875 г. и докторска по математика през 1879 г. През 1882 г. става преподавател по физика, а през 1892 - асистент във Физическия институт. Ридберг е редовен професор по физика от 1901 г. до пенсионирането си през 1919 г.

## Научни постижения
- Формулата на Ридберг за водородоподобни елементи има следния вид:

{\displaystyle {\frac {1}{\lambda }}=RZ^{2}\left({\frac {1}{n_{1}^{2}}}-{\frac {1}{n_{2}^{2}}}\right)}
където {\displaystyle \lambda } — дължината на светлината вълна, излъчвана от атома, {\displaystyle R} — константа на Ридберг за разглеждания елемент, {\displaystyle Z} — Атомния номер, или броя на протоните в ядрото на атома на съответния елемент, {\displaystyle n_{1}} и {\displaystyle n_{2}} — цели числа, означаващи енергийните нива, като {\displaystyle n_{1}<n_{2}}.
- Константа на Ридберг

{\displaystyle R_{\infty }={\frac {m_{\text{e}}e^{4}}{8\varepsilon _{0}^{2}h^{3}c}}=1.097\;373\;156\;8508(65)\times 10^{7}\,{\text{m}}^{-1},}
където {\displaystyle m_{\text{e}}} е масата в покой на електрона, {\displaystyle e} е елементарния заряд, {\displaystyle \varepsilon _{0}} е диелектричната константа на вакуума, {\displaystyle h} е константата на Планк, а {\displaystyle c} е скоростта на светлината във вакуум.
- Единицата за енергия на Ридберг (означение Ry) е тясно свързана с константата на Ридберг. Съответства на енергията на фотона, чието вълново число е константата на Ридберг, т.е. йонизиращата енергия на водородния атом.

{\displaystyle 1\ {\text{Ry}}\equiv hcR_{\infty }={\frac {m_{\text{e}}e^{4}}{8{\varepsilon _{0}}^{2}h^{2}}}=13.605\;693\;009(84)\,{\text{eV}}.}